# Centro CNN
El CNN Center es la sede mundial del canal de televisión estadounidense CNN, donde se encuentran las principales salas de redacción y los estudios de varios canales de noticias de CNN. Su área comercial está totalmente ocupada por CNN y su empresa matriz, Turner Broadcasting System, una división de WarnerMedia (hoy Warner Bros. Discovery). Se ubica en Atlanta, Georgia, adyacente al Parque Olímpico del Centenario.
En 2020, CNN anunció que trasladaría sus operaciones de Atlanta al campus de Turner Broadcasting Techwood en Midtown Atlanta. El edificio de oficinas One CNN Center fue adquirido por CP Group en 2021. Las actividades de producción se trasladaron en octubre de 2023, mientras que los últimos programas nacionales de CNN se trasladaron en febrero de 2024.
El 4 de abril de 2024, CP Group anunció que el CNN Center sería renovado y que estaba en proceso de cambiar su nombre a "The Center".

## Características

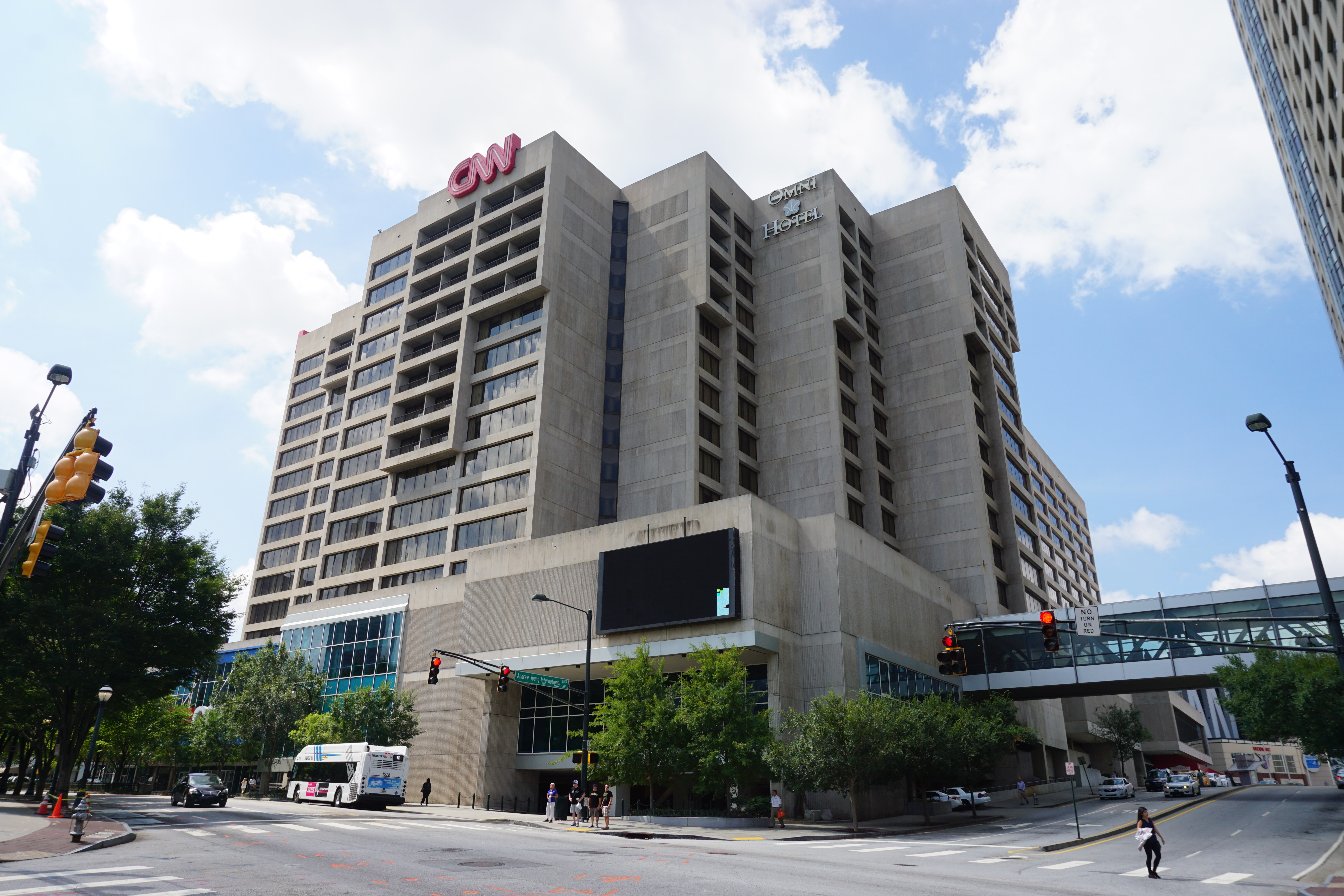
Omni Hotels & Resorts en el Centro CNN

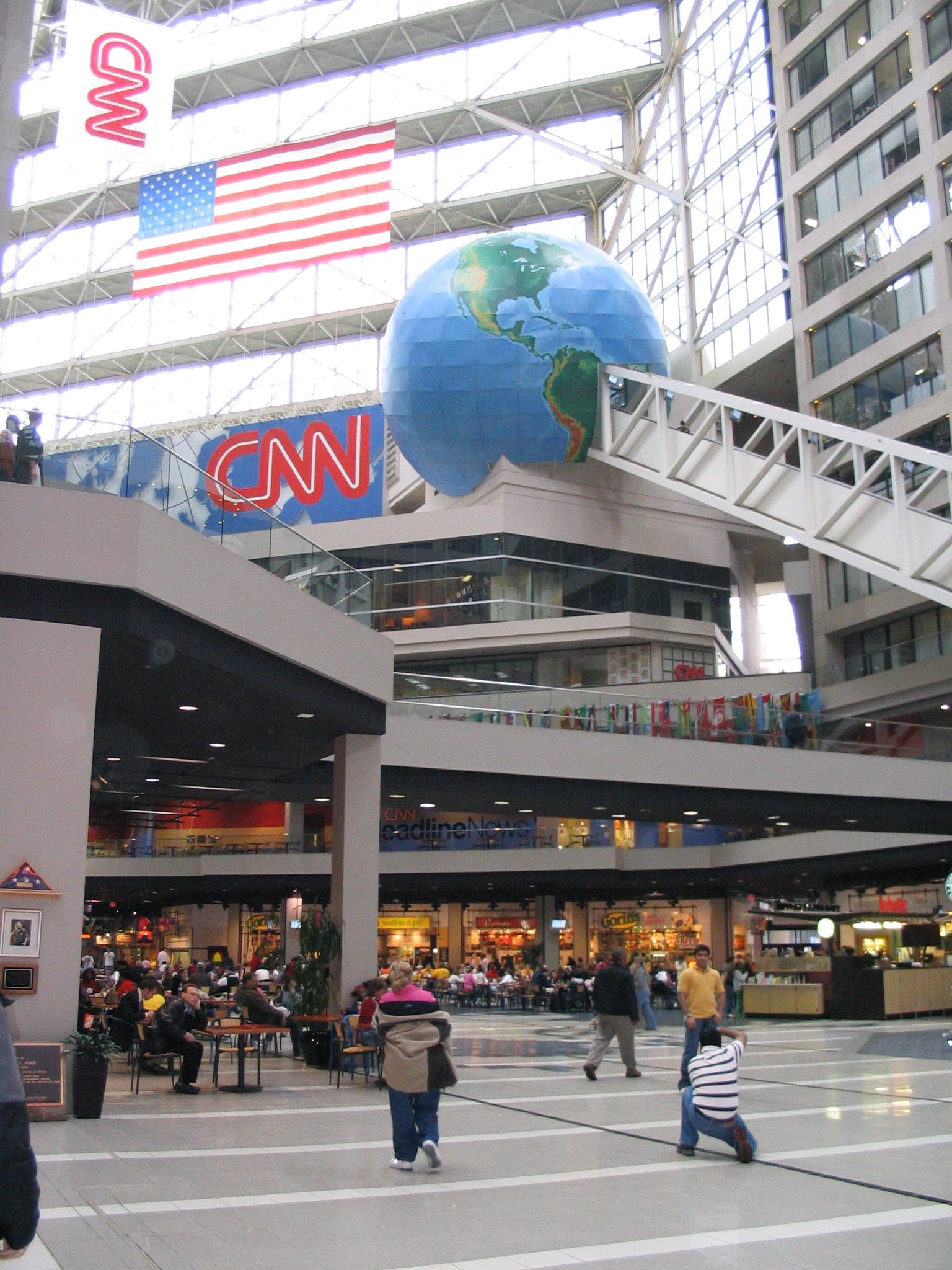
El patio de comidas y la cima de la escalera mecánica

El edificio también alberga una franquicia de Omni Hotels & Resorts y un patio de comidas en un gran atrio. La emisión multicanal de CNN al mundo se emite en pantallas gigantes en varios lugares del edificio y se realiza visitas guiadas.
La escalera del atrio que se utiliza para transportar a los visitantes fue incluida en el Libro Guinness de los récords como la escalera mecánica independiente más larga del mundo con una distancia de 58.83 m.

### Restaurantes y tiendas
Además de restaurantes y el patio de comidas, el edificio también alberga tiendas y servicios:
| - Amazon (tienda de entrega), - Arby's (emparedados de carne asada en rodajas), - BurgerFi (hamburguesas de carne de reses alimentadas con pasto, perros calientes, cerveza artesanal y vino), - Chick-fil-A (emparedados de pollo), - China Breeze (comida china), - Dantanna's (restaurante deportivo), - Dunkin' Donuts (café, donas, muffins y pasteles), - Fresh to Order (comida fresca y fina), - Great Wraps (gyros, cheesesteaks, emparedados y ensaladas), - McCormick & Schmick's (mariscos, carnes, aves, ensaladas y pastas), - Moe's Southwest Grill (burritos, nachos y tacos), - Natural's (helado con hielo, licuados y yogur helado suave), - Roman Delight (pizza, pasta y calzones), - Starbucks (café), - Subway (emparedados hechos a la medida y ensaladas), - Taco Bell (tacos, burritos y enchiladas), - TJ's (emparedados submarinos o fundidos y desayunos completos). | - Braves Clubhouse Store (artículos y boletería de Atlanta Braves, Atlanta Hawks y Atlanta Falcons), - CNN Store (ropa y artículos de recuerdo con marcas de CNN y Turner), - It's About Atlanta (recuerdos, regalos y necesidades de viaje), - Pressed 4 Success (tintorería que ofrece lavado y plegado), - Servicio Postal de los Estados Unidos (los servicios incluyen embalaje, envío y envío urgente), - Wells Fargo (servicios financieros). |

## Historia
CNN trasladó su sede a este edificio en 1987 desde su sitio anterior en Midtown Atlanta. Durante años, un cine en el edificio proyectó dos veces cada día Lo que el viento se llevó, la película favorita de Ted Turner, el fundador de CNN, quien decía que era «la mejor película que se ha hecho».
El 11 de mayo de 1997, el Omni Coliseum cerró. Su reemplazo, el Philips Arena (ahora State Farm Arena), comenzó a construirse el 5 de junio de 1997. El Omni Coliseum implosionó el 26 de julio de ese mismo año, y el CNN Center sufrió daños menores en las ventanas exteriores debido a su proximidad al Omni Coliseum. Debido a esto, se esperaba que el CNN Center sufriera daños. El Philips Arena abrió el 18 de septiembre de 1999.
El 3 de abril de 2007, Arthur Mann, un empleado de Omni Hotels & Resorts, disparó e hirió gravemente a su exnovia Clara Riddles dentro del Centro CNN. El edificio fue evacuado poco después de que se escucharon los primeros disparos. La policía disparó a Mann y ambos fueron llevados a un hospital cercano. Riddles murió más tarde a causa de sus heridas. Una autopsia mostró que Mann le disparó a Riddles tres veces. La causa del tiroteo es desconocida.
El 14 de marzo de 2008, un tornado de escala EF2 pasó por el centro de Atlanta, dañando al CNN Center y llenando de agua y polvo los pisos superiores. También se dañó la biblioteca de CNN y el techo, causando que se inundara parcialmente el patio de comidas. Se reportaron numerosos heridos y grandes daños. El Hotel Omni, adscrito al CNN Center, fue evacuado como medida de precaución, y más de cuatrocientas habitaciones tuvieron que ser desalojadas durante dos semanas.
El 29 de junio de 2020, exactamente un mes después del incidente, WarnerMedia anunció planes para vender el CNN Center. Una vez vendido, WarnerMedia continuará arrendando su espacio existente durante varios años hasta que el campus de Techwood WarnerMedia se amplíe para acomodar las operaciones de CNN en Atlanta.
Durante Disturbios raciales en los Estados Unidos de 2020, las instalaciones fueron atacadas por manifestantes con piedras e incluso con una granada de explosión y fuegos artificiales, no se reportaron personas lesionadas.
El 21 de noviembre de 2020, un grupo de activistas de derecha organizados por la campaña WalkAway se reunió frente al Centro CNN. En las elecciones presidenciales de 2020, Joe Biden ganó los 16 votos electorales del estado, el primer demócrata en ganar el estado desde Bill Clinton en 1992. Los manifestantes se inspiraron en afirmaciones infundadas de fraude electoral.
El 11 de enero de 2023, se informó que CNN abandonaría el Centro CNN antes de fines del mismo año.Las actividades de la sala de control de CNN se trasladaron al campus original de Midtown Atlanta el 30 de octubre de 2023. Varios programas de fin de semana seguirán teniendo lugar en el CNN Center hasta finales del mismo año.